# Icosium tomentosum
Icosium tomentosum is een keversoort uit de familie boktorren (Cerambycidae). De wetenschappelijke naam van de soort is voor het eerst geldig gepubliceerd in 1854 door Lucas.